# Juan Flores
Juan Ángel Flores Asencio (Lima, 25 febbraio 1976) è un ex calciatore peruviano, di ruolo portiere.

## Carriera

### Club
La carriera di Flores inizia nel Ciclista Lima, squadra della sua città natale. Nel 1997 passa alla prima squadra importante della sua carriera, gli Sport Boys, per i quali disputa 50 partite, fino al 1999, anno nel quale passa all'Universitario de Deportes. In questa squadra trova, oltre alla titolarità, anche la convocazione in nazionale; nel 2001 passa brevemente all'Estudiantes de Medicina. Dopo aver passato il 2002 con il Juan Aurich, torna all'Universitario, segnando anche 2 gol. Nel 2007 passa al Cienciano, ma il 17 luglio gli viene rescisso il contratto.

### Nazionale
Con la nazionale di calcio del Perù Flores ha partecipato alla Copa América 2007 in qualità di terzo portiere.

## Controversie
Flores è un personaggio particolare nel calcio peruviano, avendo avuto diversi problemi di disciplina. Nell'aprile del 2008 fu escluso dalla squadra per essere rientrato in ritardo in ritiro; la rescissione del contratto con il Cienciano è legata alla partecipazione di Flores all'ingresso di una bambina di 6 anni negli Stati Uniti. Flores si sarebbe dichiarato padre della bambina per permettergli l'ingresso in territorio statunitense.

## Palmarès

### Club

#### Competizioni nazionali
- Campionato peruviano: 2

Universitario: 1999, 2000